# Mostová
Mostová (in ungherese Hidaskürt) è un comune della Slovacchia facente parte del distretto di Galanta, nella regione di Trnava.